# Rio Coração
O Instituto Rio Coração é uma organização não governamental, fundada em 2009, no Rio de Janeiro, pelo cardiologista Flávio Cure Palheiro, com a missão de "desenvolver o setor da saúde com foco na área da insuficiência cardíaca grave, transplantes e corações artificiais". O principal desafio do Rio Coração é transformar a realidade do estado do Rio de Janeiro no que se refere à saúde cardiológica.

## Ações desenvolvidas
O Rio Coração desenvolve projetos para fomentar pesquisas e estudos pelas equipes de médicos, enfermeiros e técnicos que são os responsáveis pelos transplantes de coração. Foca-se neste grupo, pois estes são os responsáveis diretos pela continuação da realização de transplantes cardíacos.
E, para estimular um aumento a doação de órgãos, dentre eles o coração, trabalhos de informação à população também são empreendidos pelo Rio Coração. Principalmente, a partir de campanhas de mobilização e da página na internet.

## Logomarca
A logomarca do Instituto Rio Coração foi uma doação do designer Hans Donner. Ela apresenta um coração que atravessa a palavra Rio, numa metáfora à união das pessoas em torno da causa do transplante do coração.

## Membros fundadores e Embaixadores do Rio Coração
Liderados pelo cardiologista Flávio Cure Palheiro os membros fundadores do Instituto Rio Coração são: Fabricio Braga da Silva (Médico), Isabella Almeida Cure Palheiro (Advogada), João Mansur Filho (Cardiologista), José Carlos Barboza de Oliveira (Engenheiro), José Pedro da Silva (Cirurgião cardiovascular), Reinaldo Leite Paes Barreto (Advogado), Roberto Hugo da Costa Lins (Cardiologista), Rodrigo Ferraz Salomão (Cardiologista), Ronaldo Cezar Coelho (Empresário), Sergio de Oliveira Romano (Médico), Valdo José Carreira (Cirurgião cardiovascular), Alexandre Siciliano (Cirurgião cardiovascular).
Os Embaixadores do Rio Coração, as pessoas que aderiram à causa e apoiaram o Instituto Rio Coração são: Marcelo Serpa (Publicitário), Clóvis Ferro Costa (Advogado), Hans Donner (Designer), Jomar Pereira da Silva Roscoe (Jornalista e Publicitário), Lalá Aranha (RP) e Vicente von der Schulenburg (Empresário).
Lalá Aranha e Hans Dohmann, secretário municipal de saúde do Rio de Janeiro, são os padrinhos do Movimento Rio Coração.